# Thomas Wayne
Thomas Alan Wayne, MD er en fiktiv karakter, der optræder i amerikanske tegneserier udgivet af DC Comics. Han er far til Bruce Wayne (Batman), og gift med Martha Wayne samt bedstefar til Damian Wayne. Wayne blev introduceret i Detective Comics #33 (november 1939), der er den første fortælling om Batmans baggrundshistorie. Han er en dygtig kirurg og filantrop i Gotham City, og Wayne har arvet familieformuen efter Patrick Wayne. Da Wayne og hans kone bliver dræbt under et røveri bliver Bruce inspireret til at bekæmpe kriminalitet i Gotham som Batman.
Wayne blev genoplivet i Geoff Johns' alternative tidslinje Flashpoint (2011), hvor han spiller en stor rolle som en hård, mere voldelig version af Batman, hvis søn bliver dræbt i stedet for ham selv og hans kone, hvilket leder til at de bliver til den alternative tidslinjes modstykker til Batman og Jokeren, og dør igen i slutningen af historien. Dr. Wayne vendte tilbage til DC Universet i DC Rebirth, som en genoplivet sammensætning af hans oprindelige figur, er blev dræbt af Joe Chill og hans Flashpoint-Batman figur der bliver dræbt i "The Button", hvor han slår sig sammen med superskurken Bane i et forsøg på at tvinge sin søn til at stoppe som Batman.
Som en vigtig figur i Batmans oprindelse har Thomas Wayne optrådt i adskillige medier uden for tegneserier. Han er blevet spillet af Linus Roache i Batman Begins (2005), Jeffrey Dean Morgan i Batman v Superman: Dawn of Justice (2016), Brett Cullen i Joker (2019), og Luke Roberts in The Batman (2022). Ben Aldridge spiller ham i tv-serien Pennyworth (2019).